# Дуджуан (тайфун, 2015)
Тайфун Дуджуан (кит.: 台风杜鹃) — тропічний циклон в північно-західній частині Тихого океану, який досяг Китаю в другій половині вересня 2015. 21-й тайфун в сезоні. Тайфуну присвоєна 4 категорія за шкалою ураганів Саффіра-Сімпсона.
Основний удар стихії припав на провінцію Фуцзянь та Тайвань. Завдяки заздалегідь проведеній евакуації жителів частини прибережних районів, численних жертв в провінції Фуцзянь вдалося уникнути. На Тайвані загинули дві людини, більше 300 постраждали, відбулись масштабні аварійні відключення електрики по всьому острову, без світла залишилися більше 500 тисяч сімей. Були скасовані десятки авіарейсів, припинено рух швидкісних поїздів.